# Amonasro
Amonasro è il re etiope, padre di Aida nell'omonima opera verdiana, presente nel secondo e terzo atto di questo melodramma.
Il ruolo è cantato da un baritono e al debutto al Teatro chediviale dell'Opera de Il Cairo, avvenuto il 24 dicembre del 1871, il ruolo venne interpretato da Francesco Steller.
Tra i grandi baritoni che hanno cantato il ruolo si ricordano Victor Maurel, Giuseppe Kaschmann, Antonio Scotti, Pasquale Amato, Giuseppe De Luca (baritono), Luigi Montesanto, Giuseppe Danise, Titta Ruffo, Mario Basiola, Ernesto Dominici, Lawrence Tibbett, Carlo Tagliabue, Leonard Warren, Alexander Sved, Robert Merrill, Giuseppe Valdengo, George London, Cesare Bardelli, Anselmo Colzani, Mario Sereni, Sherrill Milnes, Cornell MacNeil, Louis Quilico, Matteo Manuguerra e Juan Pons.

## Trama
Nell'Aida verdiana Amonasro viene menzionato per la prima volta nel primo atto, quando un messaggero annuncia al faraone e i sacerdoti che è stato visto a comandare un gruppo di soldati che stanno barbarizzando il suolo egiziano, così Radamès (capitano delle guardie della reggia) viene investito comandante delle truppe e guida la spedizione militare per fermare i nemici che stanno per marciare su Tebe. Catturato ma non riconosciuto, viene condotto al cospetto del faraone a Tebe e lì riabbraccia la figlia Aida. Grazie al suo mancato riconoscimento si finge un ufficiale e annuncia che il re è caduto, ottiene la grazia chiesta da Radames per gli etiopi ma viene costretto a rimanere in Egitto come ostaggio con la figlia affinché gli etiopi non tentino di vendicare la sconfitta.
Intuito il sentimento che lega la giovane figlia con il guerriero Radames, la ricatta psicologicamente per tradire l'amato rispetto all'interesse del suo popolo. Davanti al tempio di Iside in riva al Nilo, Radames propone all'amata di fuggire lungo un sentiero nascosto che solo lui conosce e aveva usato per tendere un'imboscata all'esercito etiope e vincere quindi la battaglia. Amonasro, rimasto nelle vicinanze a origliare la conversazione, esce allo scoperto e rivela la sua identità, facendo disperare il guerriero poiché ha appena involontariamente tradito la sua patria e il faraone svelando segreti militari, nonostante lo stesso Amonasro tenti di rassicurarlo. Di lì a poco le truppe egiziane escono dal tempio e inseguono Amonasro e Aida, senza però riuscire a catturarli. Amonasro viene menzionato per l'ultima volta nel quarto atto, dove Amneris (figlia del faraone) cerca di convincere Radames a dichiararsi innocente affermando che Aida è tornata in Etiopia, mentre il re è stato ucciso, seppur non venga mai realmente confermato.